# FileHippo
 (novembre 2016).
Le contenu est difficilement compréhensible vu les erreurs de traduction, qui sont peut-être dues à l'utilisation d'un logiciel de traduction automatique.
 (octobre 2016).
FileHippo est un site de téléchargement qui propose des logiciels informatiques pour Windows. Les logiciels présents sur le site internet sont regroupées par catégories : freeware, shareware et open-source.
FileHippo App Manager est un programme gratuit qui recherche les logiciels obsolètes sur l'ordinateur de l'utilisateur et offre des liens vers des versions plus récentes,,. FileHippo n'accepte pas les soumissions de logiciel de la part des éditeurs. FileHippo a été estimée à plus de 13,000,000 US $ en novembre 2015.

## Histoire
FileHippo a été créé en 2004 par la société Well Know Media, basée à Londres (Royaume-Uni).

## Services

### Hébergement de logiciels
Le site propose des listes de programmes : les plus récemment mis à jour, les plus téléchargés, par catégories, ainsi des informations sur les programmes et des liens. L'enregistrement n'est pas requis.

### Actualités
En janvier 2014, une nouvelle section a été ajoutée. Elle fait part des dernières nouvelles concernant les logiciels et l'informatique.